# Lumière du ciel nocturne

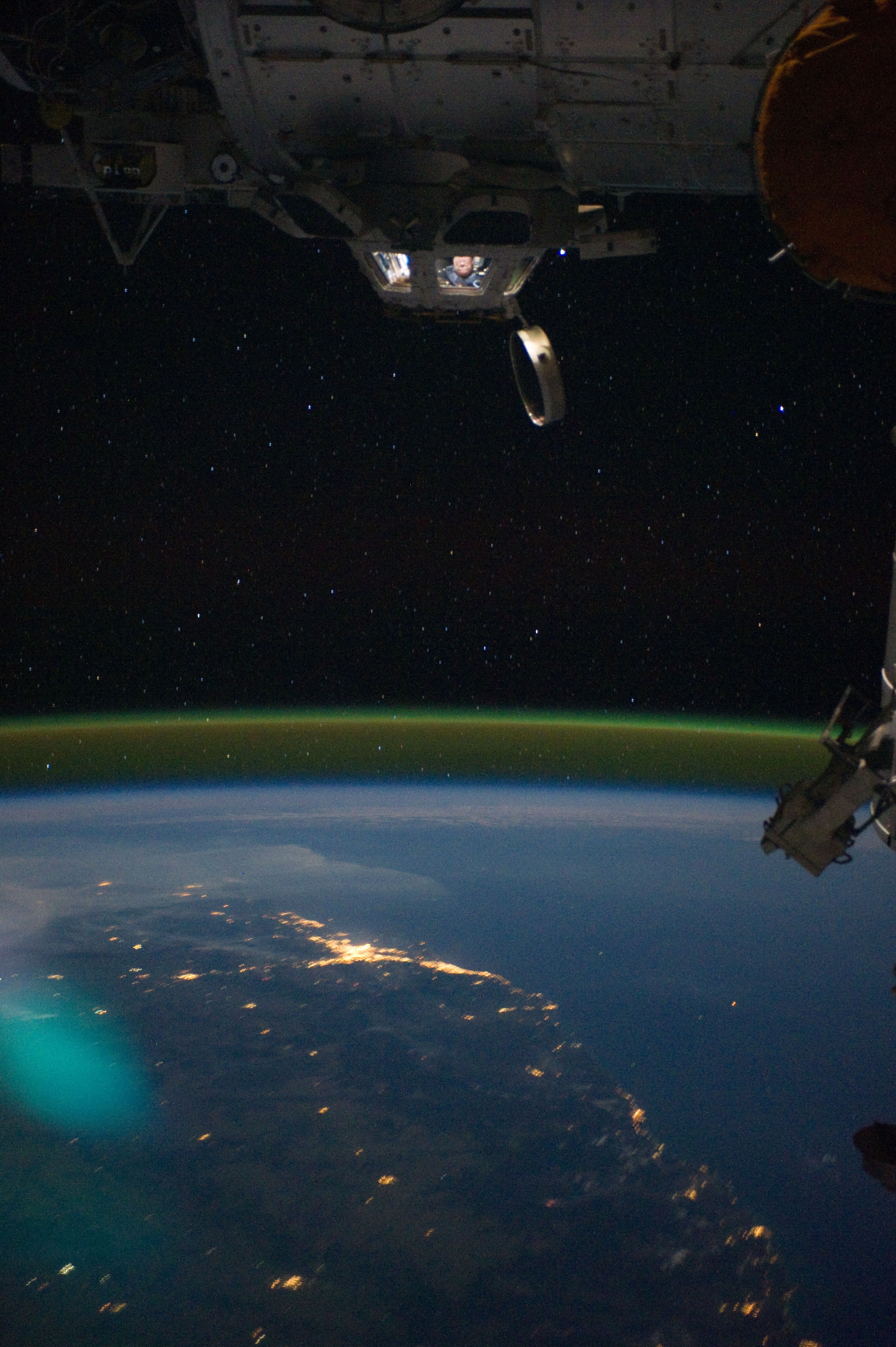
Lumière du ciel nocturne au-dessus de l'horizon vue depuis l'ISS

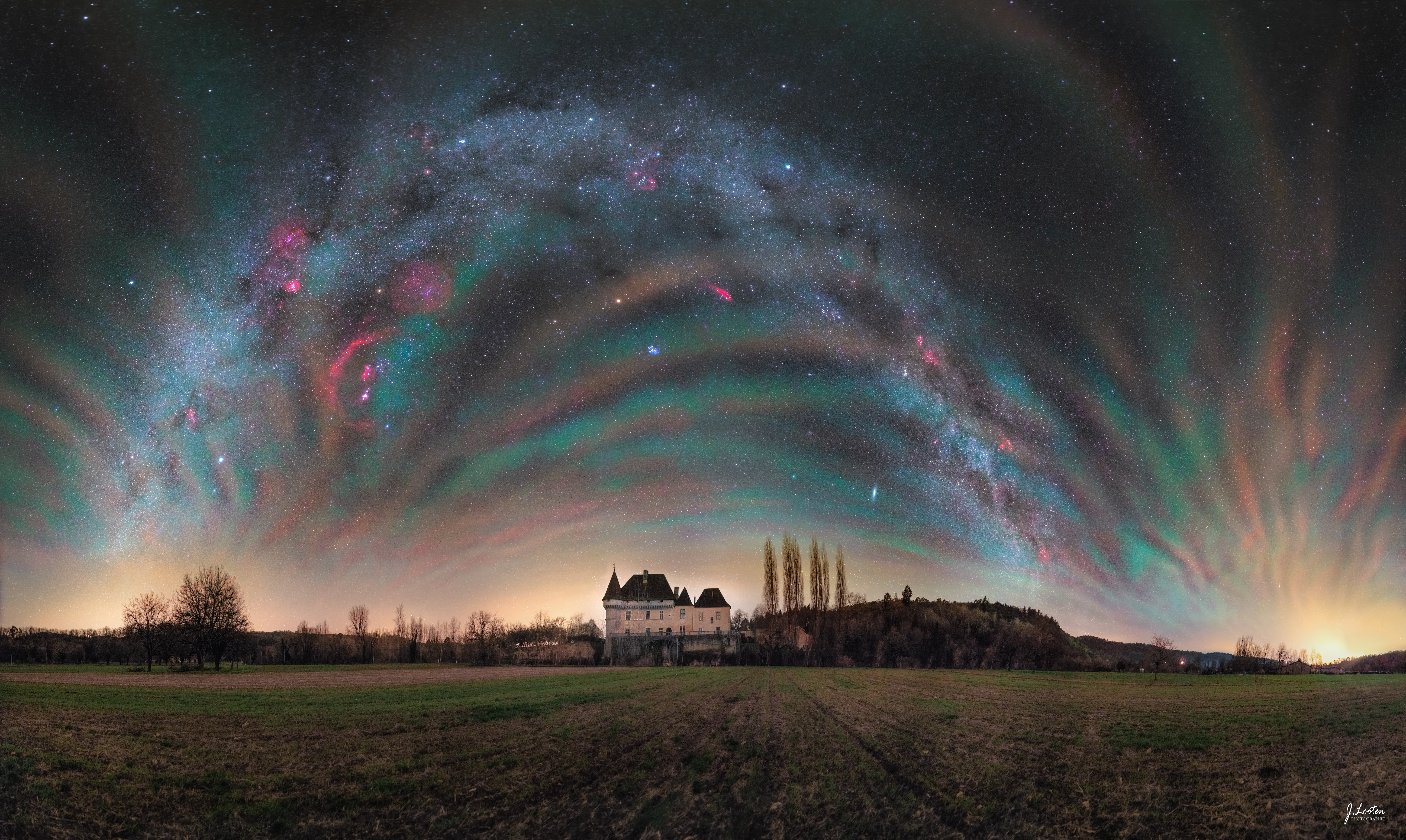
"Airglow" ou lumière du ciel nocturne photographiée au-dessus du chateau de Losse en Dordogne le 21 janvier 2023

La lumière du ciel nocturne ou lueur de l'air correspond à la lumière visible pour l'être humain propagée par l'atmosphère de la Terre, empêchant ainsi une nuit d'être totalement noire. Elle est causée par divers phénomènes physiques se produisant dans la haute atmosphère. Elle fut remarquée pour la première fois en 1868 par l'astronome suédois Anders Jonas Ångström.

## Observation
Le phénomène est difficile à observer, car l'émission de lumière est plus ou moins uniforme sur toute l'atmosphère. Pour un observateur situé au sol, elle est à son maximum de luminosité vers 10° au-dessus de l'horizon : cet angle permet à la fois au regard de traverser une couche d'atmosphère importante et n'est pas trop bas pour ne pas être gêné par l'effet d'extinction atmosphérique.

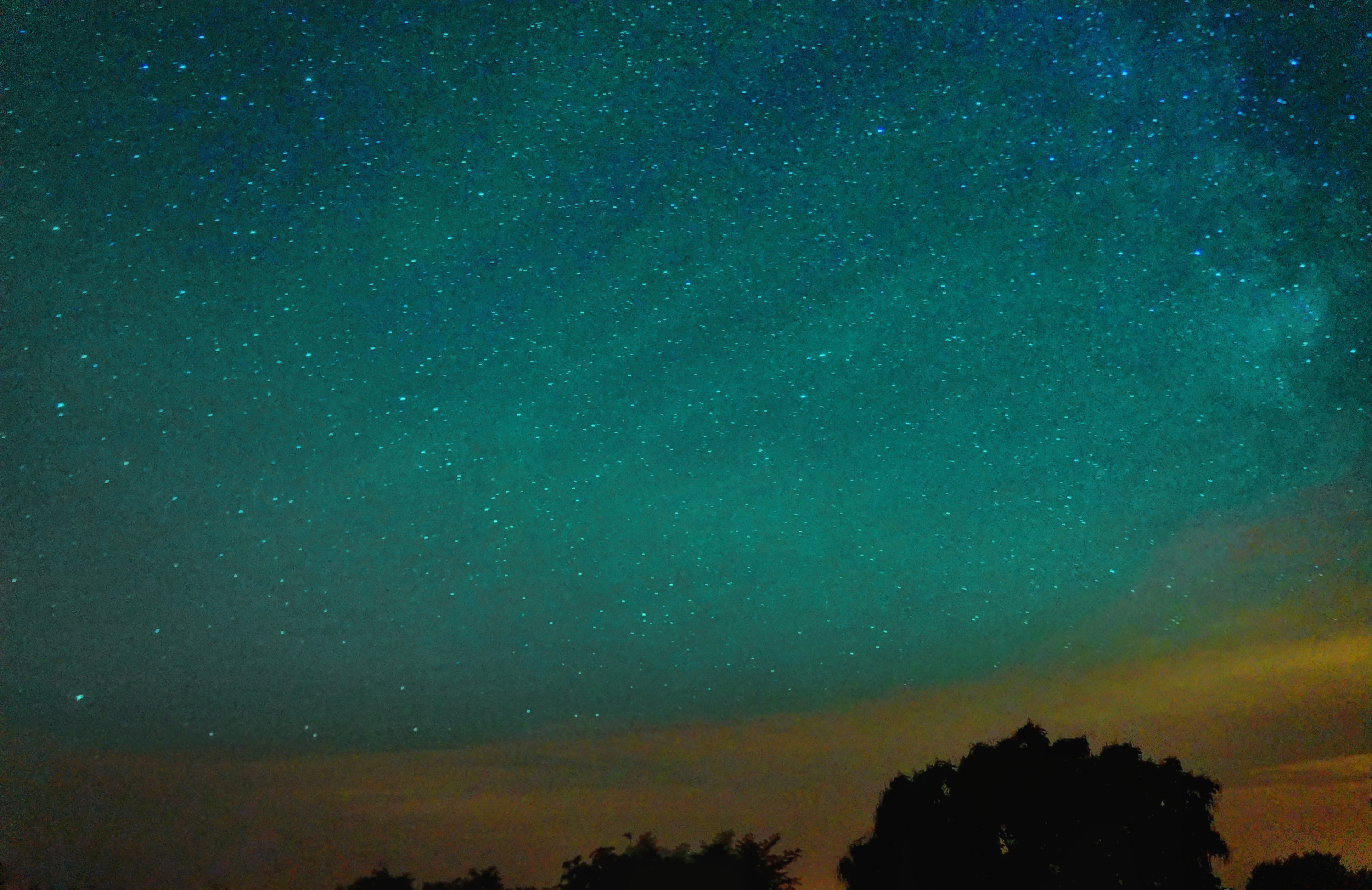
Lumière du ciel nocturne en Auvergne le 13 août 2015

Toutefois, cette émission de lumière demeure perceptible et est un des facteurs limitant la sensibilité des télescopes terrestres aux longueurs d'onde visibles, même s'ils sont situés aux meilleurs observatoires.

## Origine
L'origine de la lumière nocturne est complexe et dérive de plusieurs phénomènes distincts :
- la chimiluminescence est le processus qui contribue le plus à la luminosité totale. Elle résulte des réactions chimiques entre diverses molécules dans la thermosphère. Le Soleil casse certaines de ces molécules pendant le jour et leur recombinaison nocturne est accompagnée d'une émission lumineuse ;
- l'excitation de l'atmosphère par des rayons cosmiques ;
- la recombinaison d'atomes ionisés par le Soleil pendant le jour conduit également à produire de la lumière visible (de manière similaire aux aurores polaires).